# Sonya Smith
Sonya Smith ([sonja eleoˈnoɾa (e) smit ((e) smiθ) aˈket] sinh ngày 23 tháng 4 năm 1972) là một nữ diễn viên người Mỹ gốc Venezuela nổi tiếng với vai diễn trong các phim telenovela.

## Tiểu sử
Sonya sinh ra ở Philadelphia, Pennsylvania, cô là con gái của nữ diễn viên người Venezuela gốc Đức Ileana Jacquet và Frederick Smith, người Mỹ. Bà cố của cô là người Pháp và bà cố của cô là người Phần Lan. Sau khi bố mẹ ly hôn, mẹ của nữ diễn viên cùng với Smith đã trở về Venezuela; Smith lớn lên ở Venezuela và đồng nhất mình với văn hóa Venezuela. Cô nói thông thạo tiếng Tây Ban Nha, tiếng Anh và tiếng Đức; thứ hai được học từ mẹ cô là một người Đức lớn lên ở Venezuela. Cô học ngành tâm lý học tại Đại học Trung tâm Venezuela.

## Nghề nghiệp
Bước đột phá của cô đến vào đầu những năm 1990 khi cô thủ vai Estrellita Montenegro, nhân vật chính trong Cara Sucia, telenovela thành công nhất của cô với vai trò nữ diễn viên chính. Smith vẫn là một nữ diễn viên nổi tiếng không chỉ ở Venezuela, mà còn ở các quốc gia khác, nơi các vai diễn phim telenovela của cô đã thể hiện. Năm 2006, cô trở lại telenigsas với Olvidarte Jamás, hit lớn nhất của cô với tư cách là nữ diễn viên chính kể từ Cara Sucia, được quay ở Miami; đây là lúc Smith trở về nước sinh của mình, nhưng lần này là ở Miami. Sau đó, vào năm 2007, cô xuất hiện trở lại ở Acorralada, trong đó cô là một trong những ngôi sao chính và đó là một thành công lớn với vai Fedora Gaviota.
Trong năm 2005, Smith xuất hiện lần đầu tại Hollywood, vào vai Angela La Salle trong Cyxork 7, nơi cô diễn cùng Ray Wise; Mặc dù Smith hiện đang sống ở Hoa Kỳ và xuất hiện trong một bộ phim Hollywood, cô vẫn muốn ở lại nhiều hơn trên các phương tiện truyền thông của Tây Ban Nha vì truyền thông Tây Ban Nha đã mở ra cơ hội cho cô nổi tiếng. Năm 2007, cô tham gia một bộ phim Hollywood khác, Ladrón que roba a Ladrón, nơi cô chia sẻ các khoản tín dụng với các diễn viên, Fernando Colunga, Gabriel Soto, Miguel Varoni và Saúl Lisazo cùng với những diễn viên khác.